# Joseph Heinrich Groß von Trockau

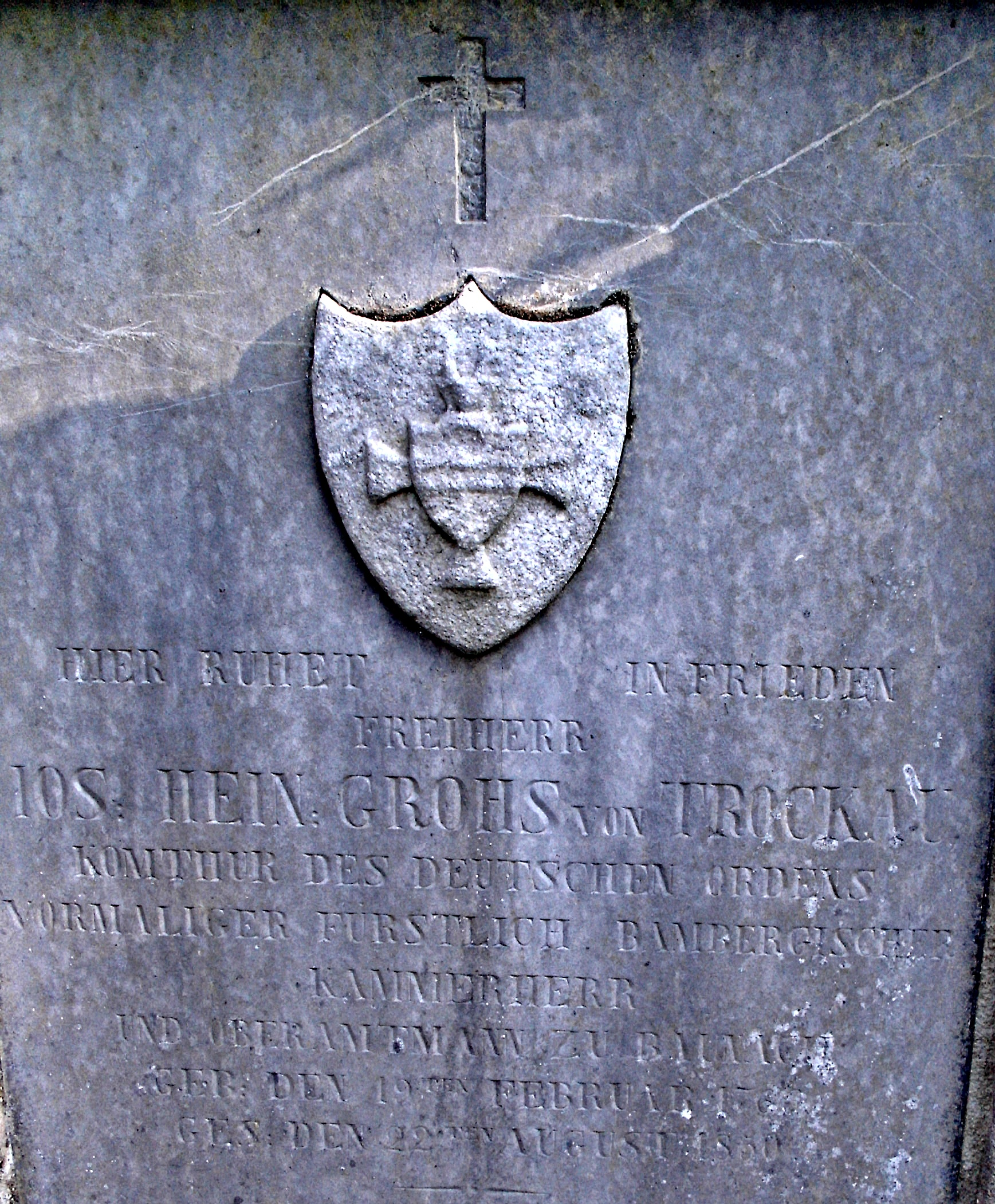
Grabinschrift mit Wappen

Joseph Heinrich Groß von Trockau (* 19. Februar 1766; † 22. August 1850 in Mannheim) war ein Freiherr, Komtur des Deutschen Ordens und hoher Beamter im Hochstift Bamberg.

## Leben

### Herkunft und Familie
Er entstammte dem alten fränkischen Adelsgeschlecht der Groß von Trockau und war der Sohn des fürstbischöflich bambergischen Oberamtmannes Karl Ludwig Groß von Trockau (1723–1789) sowie seiner Gattin Maria Anna von Greiffenclau zu Vollraths (1733–1804), der Tochter des Würzburger Oberhofmarschalls Lothar Gottfried von Greiffenclau zu Vollraths und Nichte des Würzburger Fürstbischofs Karl Philipp von Greiffenclau zu Vollrads (1690–1754).
Joseph Heinrichs älterer Bruder war Adam Friedrich Groß von Trockau (1758–1840), von 1812 bis 1818 Apostolischer Vikar in Bamberg, danach Bischof von Würzburg.

### Werdegang

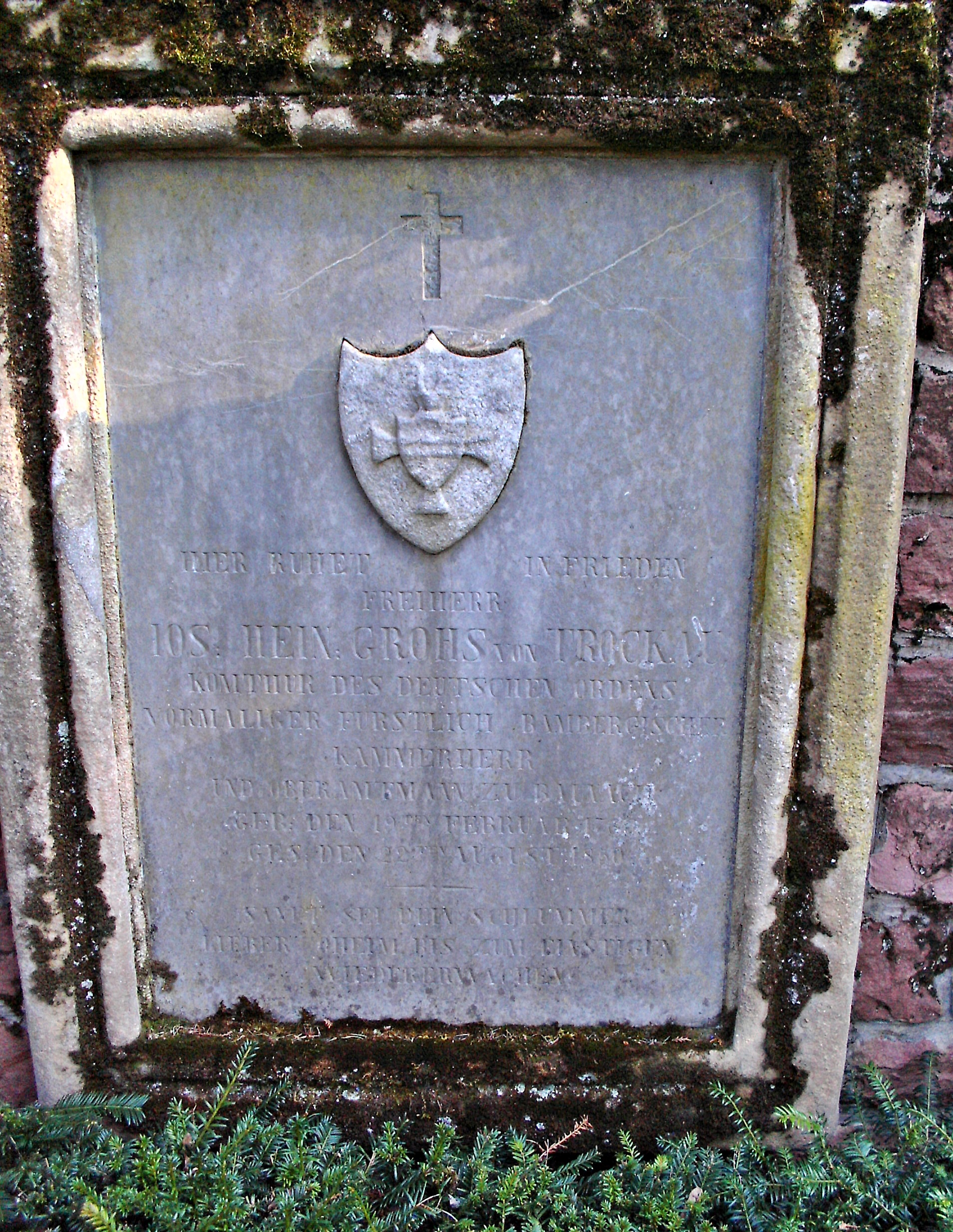
Grabstein, Hauptfriedhof Mannheim

Joseph Heinrich Groß von Trockau gehörte dem Deutschen Orden an und bekleidete dort das Amt eines Komturs. Er trat in den Dienst des Hochstifts Bamberg und fungierte unter den letzten Fürstbischöfen Franz Ludwig von Erthal und Christoph Franz von Buseck als hoher Verwaltungsbeamter. Der Bamberger Hofkalender von 1796  weist ihn als Hofrat und Assessor am bischöflichen Hofgericht, von 1799 als bischöflicher Hof- und Regierungsrat sowie Oberamtmann zu Baunach, aus. Seine Grabinschrift bezeichnet ihn zusätzlich als Fürstbischöflich Bambergischen Kammerherrn.
Nach der Säkularisation des Hochstifts blieb Joseph Heinrich Groß von Trockau zunächst in Bamberg. 1824 trat er dort dem neu gegründeten Kunstverein bei. Später zog er nach Mannheim um, wo er nach seinem Tod auf dem dortigen Hauptfriedhof beigesetzt wurde. Dort hat sich sein Grabstein erhalten, der auch das Familienwappen Groß von Trockau, aufgelegt auf das Kreuz des Deutschen Ordens, zeigt. In seinem Todesjahr stiftete er 50 Gulden für die Armenanstalt in Mannheim.